# Jeje Lalpekhlua

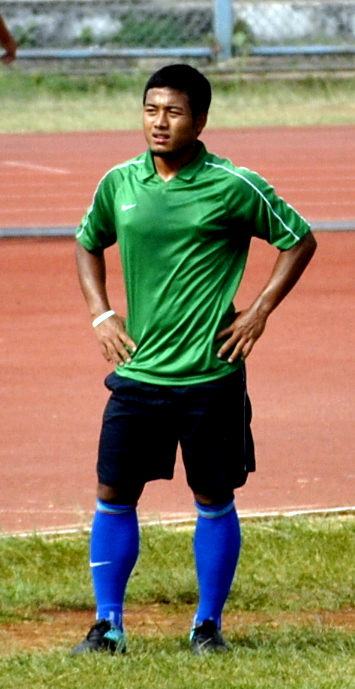
Lalpekhlua entrenando con el Pailan en 2011.

Jeje Lalpekhlua (Hnahthial, India, 7 de enero de 1991) es un exfutbolista y político de India que jugaba en la posición de delantero centro. Actualmente es el segundo goleador histórico de la Superliga de India y goleador histórico del Chennaiyin FC

## Carrera

### Club

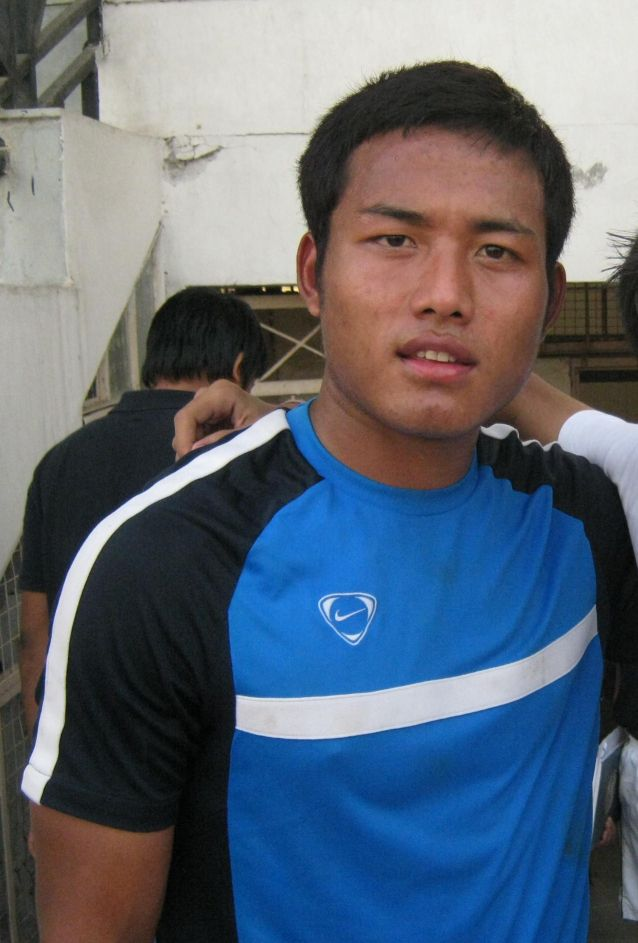
Lalpekhlua en 2011.

| Club                   | Temporada        | Liga                  | Liga     | Liga  | Copa Federación/Super Copa | Copa Federación/Super Copa | Copa Durand | Copa Durand | Continental | Continental | Total    | Total |
| Club                   | Temporada        | División              | Partidos | Goles | Partidos                   | Goles                      | Partidos    | Goles       | Partidos    | Goles       | Partidos | Goles |
| ---------------------- | ---------------- | --------------------- | -------- | ----- | -------------------------- | -------------------------- | ----------- | ----------- | ----------- | ----------- | -------- | ----- |
| Pune                   | 2009             | I-League 2nd Division | 2        | 3     | 0                          | 0                          | 0           | 0           | –           | –           | 2        | 3     |
| Pune                   | 2009–10          | I-League              | 17       | 2     | 0                          | 0                          | 0           | 0           | –           | –           | 17       | 2     |
| Pune                   | 2011–12          | I-League              | 16       | 5     | 2                          | 2                          | 0           | 0           | –           | –           | 18       | 7     |
| Pune                   | 2012–13          | I-League              | 19       | 5     | 3                          | 1                          | 2           | 1           | –           | –           | 24       | 7     |
| Pune                   | Total            | Total                 | 54       | 15    | 5                          | 3                          | 2           | 1           | 0           | 0           | 61       | 19    |
| Pailan Arrows (cedido) | 2010–11          | I-League              | 15       | 13    | 1                          | 1                          | 0           | 0           | –           | –           | 16       | 14    |
| Dempo                  | 2013–14          | I-League              | 18       | 5     | 2                          | 0                          | 0           | 0           | –           | –           | 20       | 5     |
| Chennaiyin (cedido)    | 2014             | Indian Super League   | 13       | 4     | –                          | –                          | –           | –           | –           | –           | 13       | 4     |
| Chennaiyin FC          | 2015             | Indian Super League   | 11       | 6     | –                          | –                          | –           | –           | –           | –           | 11       | 6     |
| Chennaiyin FC          | 2016             | Indian Super League   | 9        | 3     | –                          | –                          | –           | –           | –           | –           | 9        | 3     |
| Chennaiyin FC          | 2017–18          | Indian Super League   | 20       | 9     | 1                          | 0                          | –           | –           | –           | –           | 21       | 9     |
| Chennaiyin FC          | 2018–19          | Indian Super League   | 16       | 1     | 4                          | 1                          | –           | –           | 5           | 1           | 25       | 3     |
| Chennaiyin FC          | 2019–20          | Indian Super League   | 0        | 0     | 0                          | 0                          | –           | –           | 0           | 0           | 0        | 0     |
| Chennaiyin FC          | Total            | Total                 | 69       | 23    | 5                          | 1                          | 0           | 0           | 5           | 1           | 79       | 25    |
| Mohun Bagan            | 2014–15          | I-League              | 12       | 1     | 4                          | 0                          | 0           | 0           | –           | –           | 16       | 1     |
| Mohun Bagan (cedido)   | 2015–16          | I-League              | 14       | 4     | 5                          | 8                          | –           | –           | 9           | 7           | 28       | 19    |
| Mohun Bagan (cedido)   | 2016–17          | I-League              | 17       | 5     | 5                          | 1                          | –           | –           | 9           | 5           | 31       | 11    |
| Mohun Bagan (cedido)   | Total            | Total                 | 43       | 10    | 14                         | 9                          | 0           | 0           | 18          | 12          | 75       | 31    |
| East Bengal            | 2020–21          | Indian Super League   | 7        | 1     | –                          | –                          | –           | –           | –           | –           | 7        | 1     |
| Total de Carrera       | Total de Carrera | Total de Carrera      | 206      | 67    | 27                         | 14                         | 2           | 1           | 23          | 13          | 258      | 95    |

### Selección nacional

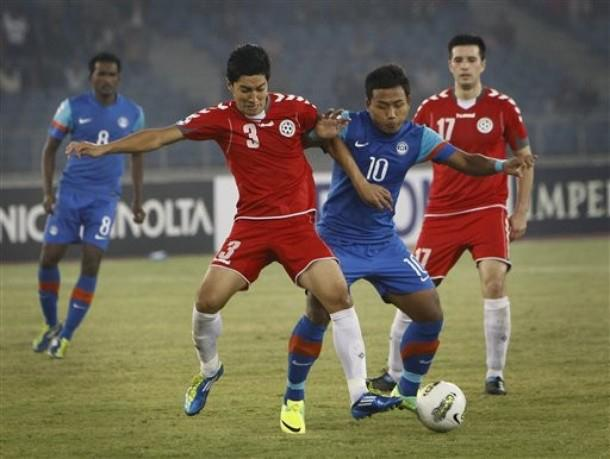
Lalpekhlua (No 10) ante en 2011.

El 23 de febrero de 2011 Lalpekhlua debuta y anota su primer gol con India U-23 en la victoria por 2–1 ante Birmania. El 21 de marzo de 2011 Lalpekhlua debuta con la selección mayor en la clasificación para la Copa Desafío de la AFC 2012 ante China Taipéi, donde también anotó su primer gol en la victoria por 3-0. El 23 de marzo de 2011 Lalpekhlua anotó dos goles en su segundo partidos como seleccionado nacional en la victoria por 3-0 ante Pakistán durante el mismo torneo. El 25 de marzo anotó su cuarto gol internacional ante Turkmenistán en un empate 1-1. El 28 de julio de 2011 Lalpekhlua anotó en el empate 2–2 ante Emiratos Árabes Unidos en la clasificación de AFC para la Copa Mundial de Fútbol de 2014. The draw was a historic moment, but it wasn't enough to help India advance as they lost 3–0 in the first leg. El 16 de noviembre de 2011 Lalpekhlua anotó en la victoria por 3–2 ante Malasia en un partido amistoso. Lalpekhlua participó en el Campeonato de la SAFF 2011, su primer torneo con la selección nacional. Anotaría su primer gol en el torneo el 7 de diciembre de 2011 ante Sri Lanka. También anotó en la final donde India venció a Afganistán 4–0 en el Jawaharlal Nehru Stadium en New Delhi el 11 de diciembre de 2011.
También anotó en la victoria histórica por 4-1 ante Tailandia en la Copa Asiática 2019, pero India perdió los otros dos partidos y fue eliminada en la fase de grupos.

#### Goles con selección nacional
| N.º | Fecha               | Sede                                                        | Rival                  | Marcador | Resultado | Torneo                                               |
| --- | ------------------- | ----------------------------------------------------------- | ---------------------- | -------- | --------- | ---------------------------------------------------- |
| 1   | 21 de marzo de 2011 | Bukit Jalil National Stadium, Kuala Lumpur, Malasia         | China Taipéi           | 1–0      | 3–0       | Copa Desafío de la AFC 2012                          |
| 2   | 23-3-2011           | Bukit Jalil National Stadium, Kuala Lumpur, Malasia         | Pakistán               | 1–1      | 3–1       | Copa Desafío de la AFC 2012                          |
| 3   | 23-3-2011           | Bukit Jalil National Stadium, Kuala Lumpur, Malasia         | Pakistán               | 3–1      | 3–1       | Copa Desafío de la AFC 2012                          |
| 4   | 25-3-2011           | Bukit Jalil National Stadium, Kuala Lumpur, Malasia         | Turkmenistán           | 1–1      | 1–1       | Copa Desafío de la AFC 2012                          |
| 5   | 28-7-2011           | Ambedkar Stadium, New Delhi, India                          | Emiratos Árabes Unidos | 1–2      | 2–2       | Clasificación para la Copa Mundial de Fútbol de 2014 |
| 6   | 16-11-2011          | Salt Lake Stadium, Kolkata, India                           | Malasia                | 2–1      | 2–2       | Amistoso                                             |
| 7   | 7-12-2011           | Jawaharlal Nehru Stadium, Delhi, India                      | Sri Lanka              | 1–0      | 3–0       | Campeonato de la SAFF 2011                           |
| 8   | 11-12-2011          | Jawaharlal Nehru Stadium, Delhi, India                      | Afganistán             | 3–0      | 4–0       | Campeonato de la SAFF 2011                           |
| 9   | 8-8-2015            | Köpetdag Stadium, Asjabad, Turkmenistán                     | Turkmenistán           | 1–1      | 1–2       | Clasificación para la Copa Mundial de Fútbol de 2018 |
| 10  | 31-12-2015          | Trivandrum International Stadium, Thiruvananthapuram, India | Maldivas               | 2–0      | 3–2       | Campeonato de la SAFF 2015                           |
| 11  | 31-12-2015          | Trivandrum International Stadium, Thiruvananthapuram, India | Maldivas               | 3–1      | 3–2       | Campeonato de la SAFF 2015                           |
| 12  | 3-1-2016            | Trivandrum International Stadium, Thiruvananthapuram, India | Afganistán             | 1–1      | 2–1 (aet) | Campeonato de la SAFF 2015                           |
| 13  | 2-6-2016            | New Laos National Stadium, Vientián, Laos                   | Laos                   | 1–0      | 1–0       | Clasificación para la Copa Asiática 2019             |
| 14  | 7-6-2016            | Indira Gandhi Athletic Stadium, Guwahati, India             | Laos                   | 1–1      | 6–1       | Clasificación para la Copa Asiática 2019             |
| 15  | 7-6-2016            | Indira Gandhi Athletic Stadium, Guwahati, India             | Laos                   | 4–1      | 6–1       | Clasificación para la Copa Asiática 2019             |
| 16  | 3-9-2016            | Mumbai Football Arena, Mumbai, India                        | Puerto Rico            | 3–1      | 4–1       | Amistoso                                             |
| 17  | 22-3-2017           | Phnom Penh Olympic Stadium, Phnom Penh, Camboya             | Camboya                | 2–1      | 3–2       | Amistoso                                             |
| 18  | 6-6-2017            | Mumbai Football Arena, Mumbai, India                        | Nepal                  | 2–0      | 2–0       | Amistoso                                             |
| 19  | 10-10-2017          | Sree Kanteerava Stadium, Bangalore, India                   | Macao                  | 4–1      | 4–1       | Clasificación para la Copa Asiática 2019             |
| 20  | 14-11-2017          | Fatorda Stadium, Margao, India                              | Birmania               | 2–2      | 2–2       | Clasificación para la Copa Asiática 2019             |
| 21  | 27-3-2018           | Dolen Omurzakov Stadium, Biskek, Kirguistán                 | Kirguistán             | 1–2      | 1–2       | Clasificación para la Copa Asiática 2019             |
| 22  | 4-6-2018            | Mumbai Football Arena, Mumbai, India                        | Kenia                  | 2–0      | 3–0       | Copa Intercontinental 2018                           |
| 23  | 6-1-2019            | Al Nahyan Stadium, Abu Dhabi, Emiratos Árabes Unidos        | Tailandia              | 4–1      | 4–1       | Copa Asiática 2019                                   |

### Política
El 27 de marzo de 2023 se une formalmente al Movimiento Popular Zoram y ganó un puesto en la Asamblea Constituyente de Tuipui del Sur en la elección de 2023 donde venció al entonces Ministro de Salud de India R. Lalthangliana.

## Logros

### Club
- I-League: 2014–15
- Federation Cup: 2015–16
- Indian Super League: 2015, 2017–18

### Selección nacional
- SAFF Championship: 2009, 2011, 2015
- Tri-Nation Series: 2017
- Intercontinental Cup: 2018

### Individual
- Mejor Jugador Joven por FPAI: 2010–11
- Futbolista Emergente del Año por AIFF: 2013
- Futbolista Emergente del Año en la Indian Super League: 2015
- Goleador de la Federation Cup: 2015-16
- Mejor Jugador de la Federation Cup: 2015-16
- Futbolista hindú del Año por FPAI: 2015-16
- Futbolista del Año de la AIFF: 2016
- Futbolista del mes de la Superliga de India por aficionados: diciembre de 2017[14]